# Colégio Sagrada Família (Ponta Grossa)
O Colégio Sagrada Família é uma instituição católica pertencente a congregação das Irmãs da Sagrada Família de Maria. Sua sede está localizada na cidade de Ponta Grossa, no Paraná.
A instituição possui cerca de dez colégios pelo Brasil, atuando nas áreas de Educação Infantil, Ensino Fundamental, Ensino Médio, Pré-Universitário e Ensino Superior. Em Ponta Grossa o grupo mantém também a Faculdade Sagrada Família (Fasf).